# Arthur Birkett
Arthur Ernest Barrington Birkett (Exeter, 25 ottobre 1875 – Hammersmith, 1º aprile 1941) è stato un crickettista britannico.
Figlio di un mercante della lana, frequentò la Blundell's School dove cominciò a giocare a cricket.
Partecipò ai Giochi olimpici 1900 di Parigi nel torneo di cricket, vincendo la medaglia d'oro con la squadra che rappresentò la Gran Bretagna.

## Palmarès
| Anno | Manifestazione | Sede   | Evento  | Risultato | Note |
| ---- | -------------- | ------ | ------- | --------- | ---- |
| 1900 | Olimpiadi      | Parigi | Cricket | Oro       |      |